# غي مارشان
غي مارشان (بالفرنسية: Guy Marchand)‏
```
هو 
عازف كلارينيت
 
وعازف بيانو
 
ومغني
 
وممثل
 
فرنسي
، ولد في 22 مايو 1937 
بباريس
 في 
فرنسا
.
[
14
]
[
15
]
```

## وصلات خارجية
- غي مارشان على موقع IMDb (الإنجليزية)
- غي مارشان على موقع ميتاكريتيك (الإنجليزية)
- غي مارشان على موقع روتن توميتوز (الإنجليزية)
- غي مارشان على موقع ألو سيني (الفرنسية)
- غي مارشان على موقع ميوزك برينز (الإنجليزية)
- غي مارشان على موقع أول موفي (الإنجليزية)
- غي مارشان على موقع قاعدة بيانات الأفلام السويدية (السويدية)
- غي مارشان على موقع أول ميوزيك (الإنجليزية)
- غي مارشان على موقع ديسكوغز (الإنجليزية)
- غي مارشان على موقع قاعدة بيانات الفيلم (الإنجليزية)